# Titularbistum Sitipa
Sitipa ist ein Titularbistum der römisch-katholischen Kirche.
Das Titularbistum in Nordafrika wurde erst 1989 in die Liste der Titularbistümer aufgenommen. 
| Titularbischöfe von Sitipa |                           |                                                  |                   |                  |
| Nr.                        | Name                      | Amt                                              | von               | bis              |
| 1                          | Tulio Duque Gutiérrez SDS | Weihbischof in Medellín (Kolumbien)              | 7. Oktober 1993   | 18. März 1997    |
| 2                          | Marie-Daniel Dadiet       | Weihbischof in Korhogo (Côte d’Ivoire) (Afrika)  | 22. Mai 1998      | 10. Oktober 2002 |
| 3                          | Ignatius Chung Wang       | Weihbischof in San Francisco (Kalifornien) (USA) | 13. Dezember 2002 |                  |